# Vennanthur
Vennanthur là một thị xã panchayat của quận Namakkal thuộc bang Tamil Nadu, Ấn Độ.

## Nhân khẩu
Theo điều tra dân số năm 2001 của Ấn Độ, Vennanthur có dân số 13.475 người. Phái nam chiếm 52% tổng số dân và phái nữ chiếm 48%. Vennanthur có tỷ lệ 59% biết đọc biết viết, thấp hơn tỷ lệ trung bình toàn quốc là 59,5%: tỷ lệ cho phái nam là 69%, và tỷ lệ cho phái nữ là 49%. Tại Vennanthur, 11% dân số nhỏ hơn 6 tuổi.